# Swedish Touring Car Championship 2003
Swedish Touring Car Championship 2003 var den åttonde säsongen av standardvagnsmästerskapet Swedish Touring Car Championship.
2003 byggde Audi nya bilar. Fyrhjulsdriften var borta, nu kom de till start med framhjulsdrift. Fredrik Ekblom, Tommy Kristoffersson och Tobias Johansson var förarna. I tävling efter tävling plockade Fredrik poäng och vann till slut mästartiteln på sin driftssäkerhet och jämnhet.
Volvo hoppade av STCC och Janne "Flash" Nilsson drev ett privatteam än om det pratades om att han fortfarande hade stöd från Volvo. Det var som så många gånger förr Flash som var den som gav de hårdaste fighterna. Han stod i centrum, och matchade Ekblom, plockade hem många rubriker, blev tvåa i mästerskapet och vann konstruktörstiteln.
I bakgrunden smög Tomas Engström med sin Honda, med stöd från italienska JAS Motorsport kom han i slutet av säsongen närmare och närmare. Liksom Opels Tommy Rustad, var de båda inför finalen potentiella vinnare, men det räckte bara till tredje och fjärde plats i mästerskapet.
Richard Göransson, lovande svenskt formelbilslöfte gav upp sin internationella karriär och kom hem för att köra STCC i WestCoast Racing och BMW. Han öppnade upp med att gå i närkamp med Ekblom och "Flash" Tog flest segrar och flest pole position under säsongen, men gjorde också en rad misstag, samtidigt som han drabbades av en del tekniska problem. Femma i serien.

## Slutställning
| Plats | Förare               | Märke      | Poäng |
| ----- | -------------------- | ---------- | ----- |
| 1     | Fredrik Ekblom       | Audi       | 224   |
| 2     | Jan Nilsson          | Volvo      | 214   |
| 3     | Tomas Engström       | Honda      | 168   |
| 4     | Tommy Rustad         | Opel       | 161   |
| 5     | Richard Göransson    | BMW        | 148   |
| 6     | Tobias Johansson     | Audi       | 140   |
| 7     | Tommy Kristoffersson | Audi       | 139   |
| 8     | Carl Rosenblad       | BMW        | 130   |
| 9     | Nicklas Karlsson     | Alfa Romeo | 127   |
| 10    | Patrik Ernstsson     | BMW        | 116   |